# Discocnide mexicana
Discocnide mexicana là loài thực vật có hoa trong họ Tầm ma. Loài này được (Liebm.) Chew mô tả khoa học đầu tiên năm 1965.